# Dominik Maulini

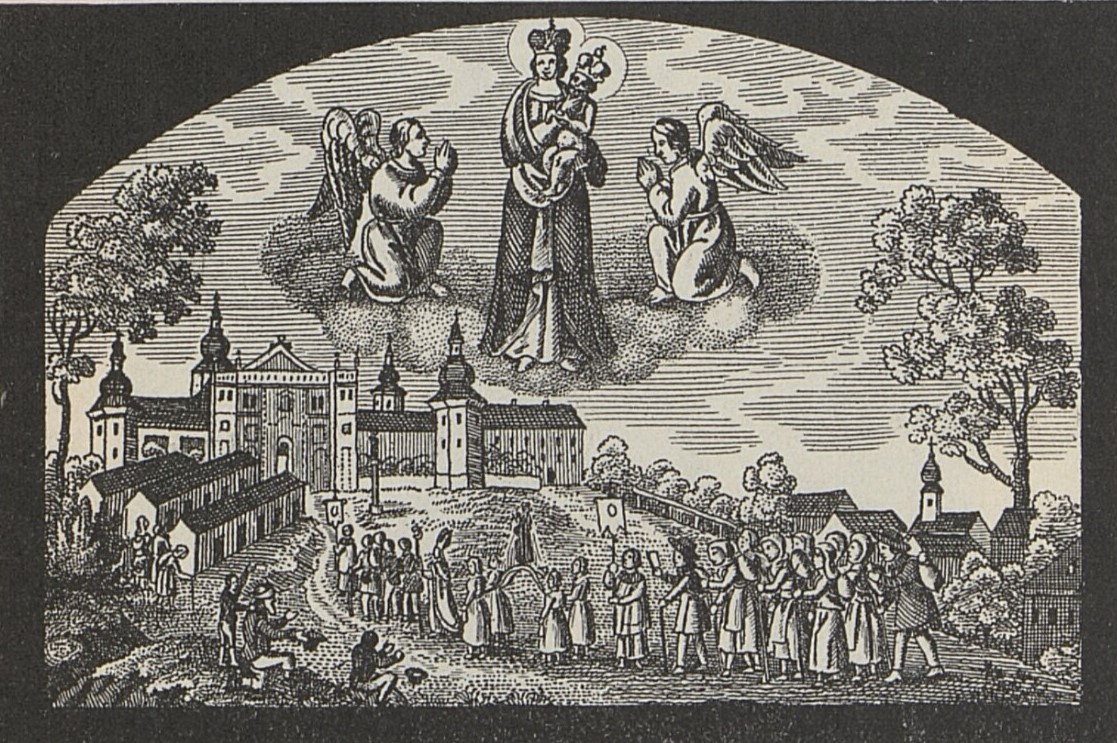
Dominik Maulini: devoční grafika

Dominik Maulini (asi 1775 Kališ Prusko, nyní Polsko – 1. dubna 1863 Smíchov, nyní Praha) byl český mědiritec a tiskař, původem z Pruska.

## Život
Narodil se v Kališi, v tehdejším Prusku.
Do Prahy přišel okolo roku 1790. Na Smíchově založil dílnu na cínové plastické obrázky svatých. Počátkem roku 1800, když získal dostatečný kapitál, zakoupil dům se zahradou, pozdější dům U Libuše na místě dnešního Švandova divadla. Zde založil měditiskárnu a tiskárnu litografií. V roce 1840 zakoupil sousední parcelu a postavil zde dům U Přemysla, do kterého svůj závod přesunul. Tiskárnu vedl s nejstarším synem Karlem (*1815) z prvního manželství, který byl též mědirytec. Na chodu firmy se podíleli i další synové František (1816–1857), Jan (1821–1839), Dominik mladší (1830–?) a Eduard (1835–1878).
Zemřel necelé tři týdny po smrti své druhé manželky Eleonory, která zemřela 12. března 1863.
Po smrti Dominika Mauliniho jeho tiskárna zanikla, zásoby tiskárny a matrice odkoupilo vydavatelství Doležal & Steinbrener z Červeného Kostelce.

### Rodinný život
Dne 25. dubna 1815 se oženil s Marií Annou Jelínkovou (*1790). Po její smrti v roce 1824 se znovu oženil. Druhá manželka Eleonora, rozená Belingerová se narodila roku 1798. Z obou manželství pocházelo devět dětí, z nichž šest zemřelo před dosažením dospělosti.
Dominik Maulini mladší (*1830), pozdější mědirytec a malíř, byl syn Dominika Mauliniho z druhého manželství.

## Dílo
Pro dílo Dominika Mauliniho a jeho dílny je typická devoční grafika – tištěné obrázky svatých („svaté obrázky“), některé z nich kolorované, zlacené a lakované.

### Hodnocení díla
Jakub Arbes hodnotil výrobky dílny jako „primitivní, mnohdy nevkusné, ano ohyzdné obrázky svatých a světic s drobně tištěnou firmou Prag, bei Dominik Maulini...“ O jejich půvabu pro dnešního diváka však svědčí to, že spolu s výrobky dalších pražských tiskařů byly od prosince 2017 do dubna 2018 součástí výstavy Muzea hlavního města Prahy Kouzlo svatých obrázků.

## Inspirace v literatuře
Počátky smíchovského podnikání Dominika Mauliniho zobrazil beletristicky Jakub Arbes v druhé části povídky Penězokaz z roku 1875. Podle této verze přišel chudý Maulini na Smíchov již ženatý a s několikaměsíčním dítětem roku okolo roku 1824. Prodej cínových figurek svatých, které zde do forem odléval, měl položit základ jeho bohatství a umožnit založení tiskárny. Tisk svatých obrázků prosperoval podle Arbese do roku 1848. Do pěti let po smrti manželů měly jejich děti nashromážděné bohatství utratit, provdaná dcera měla žít v chudých poměrech; syn pracovat jako nádeník a jeho děti žebrat. Základ příběhu o vzestupu tiskárny odpovídá údajům pamětníka, některé detaily jsou ale v rozporu s matričními a jinými úředními záznamy.